# كتيبة رونالد
كتيبة رولاند ( (بالألمانية: Battalion Ukrainische Gruppe Roland)‏، والمعروفة رسميًا باسم مجموعة رونلد الخاصة،  كانت وحدة فرعية تحت قيادة وحدة العمليات الخاصة في أوبهر فوج براندنبورغ 800. جنبا إلى جنب مع كتيبة Nachtigall كانت واحدة من وحدتين عسكريتين تم تشكيلهما في 25 فبراير 1941 على يد رئيس هيئة المخابرات العسكرية في الفيرماخت فيلهلم كاناريس، الذي فرض إنشاء «الفيلق الأوكراني» تحت القيادة الألمانية. كان يديرها في المقام الأول من قبل مواطني بولندا المحتلة من العرق الأوكراني موجهة إلى وحدة من أوامر بانديرا أون . 
في ألمانيا، في نوفمبر 1941، أعيد تنظيم العاملين الأوكرانيين في الفيلق في كتيبة شوتزمانشافت 201. بلغ عدد الأشخاص الذين يعملون في بيلاروسيا 650 شخصًا قبل حلها. 

## التاريخ التشغيلي
انتقلت كتيبة رولاند إلى الحدود السوفيتية الرومانية بحلول 15 يونيو 1941 وتم وضعها تحت قيادة مجموعة الجيش الجنوبية.  في 27 يونيو 1941، وضعوا تحت قيادة الجيش الحادي عشر الألماني مع مهمة التحرك في اتجاه Campulung Moldovenesc - Gura Humorului - سوتشافا - بوتوشاني واوكل لهم مهام تطهير ممرات الطرق والنقل، وتنظيم مجموعات حراسة المنازل الأوكرانية، وحراسة نقل الأغذية والمساعدة في إخلاء أسرى الحرب وحماية الأهداف الاستراتيجية.  
في 30 يونيو 1941، تلقى أبوهر أمرًا بمنع الوحدة من القيام بأي عمل عسكري، وتم احتجازهم في فروموسولا. في 24 يوليو تم نقل كتيبة رولاند إلى قيادة الفيلق 54 للجيش واوكل لهم مهمة حماية الطرق المؤدية إلى الشرق من نهر دنيستر. في ذلك الوقت كان الكتيبة تضم 9 ضباط و 260 جنديا. في الوقت المناسب، تم ضم 150 متطوعًا آخر للكتيبة من المناطق المحتلة وقضو بعض الوقت بالقرب من ياش.
من 28 يوليو تم توجيه الكتيبة إلى خط المواجهة عبر دوباساري في دوباساري وتوجهو إلى أوديسا. 

## الحل
في 10 أغسطس 1941، تلقت قيادة الجيش الحادي عشر برقية من أبوهر: «بعد التشاور مع الرايخ الألماني في الأراضي المحتلة في الشرق، يجب استبعاد منظمة رولاند من الحملة لأسباب سياسية».  في 14 أغسطس تم استدعاء الكتيبة. بقي الـ 50 من أفراد رولاند كمترجمين في الإدارات المهنية القائمة في الرايخ. ومع ذلك، تم تقييدهم من القيام باي نشاط سياسي، وبعد 30 يومًا أعفي جميعهم من الخدمة. عاد بقية أفراد الكتيبة إلى فوكشاني في 26 أغسطس 1941. جردو من اسلحتهم قبل سفرهم؛ تم نقلهم إلى مدينة مايرلينغ بالقرب من فيينا وأعيدت أسلحتهم لهم.  
بحلول 21 أكتوبر 1941، تم نقل الوحدة إلى Neuhammer حيث تم دمجها مع كتيبة Nachtigall لتشكيل كتيبة Schutzmannschaft 201. 